# Hypoplexia algoa
Hypoplexia algoa är en fjärilsart som beskrevs av Felder 1874. Hypoplexia algoa ingår i släktet Hypoplexia och familjen nattflyn. Inga underarter finns listade i Catalogue of Life.